# بنك بيرو الاحتياطي المركزي
بنك الاحتياطي المركزي في بيرو هو البنك المركزي في بيرو . انها تقوم بطباعة وإصدار النقود المعدنية والورقية لعملة دولة بيرو ( سول ) وتأمين الاحتياطي للبلاد من النقود و المعادن..
تأسس فرعها في أريكيبا في عام 1871 ، [بحاجة لمصدر] وقد خدمت المدينة من خلال إصدار المال وكذلك الحفاظ على سمعة طيبة لحسابات التوفير في جنوب بيرو . وهو ما يعادل الاحتياطي الفيدرالي للولايات المتحدة أو البنك المركزي الأوروبي في أوروبا .
ينص الدستور على أن الغرض من البنك المركزي هو الحفاظ على الاستقرار النقدي. يبلغ معدل التضخم السنوي المستهدف للبنك المركزي 2.0 في المائة ، مع تسامح قدرها نقطة مئوية واحدة صعوداً وهبوطاً ؛ تهدف سياساتها إلى تحقيق هذا الهدف.
يخصص الدستور أيضًا الوظائف التالية للبنك الاحتياطي المركزي: تنظيم العملة والائتمان في النظام المالي ، وإدارة الاحتياطيات الدولية في رعايته ، وإصدار الأوراق النقدية والعملات المعدنية ، وتقديم التقارير بانتظام إلى البلاد عن المالية الوطنية ، وإدارة ربحية الأموال .

## روابط خارجية
- (بالإسبانية) (بالإنجليزية) الموقع الرسمي